# Reforma 3.ª Sección (El Guano)
Reforma 3.ª Sección (El Guano) es un ranchería del municipio de Jalpa de Méndez ubicado en la subregión centro del estado mexicano de Tabasco.

## Geografía
La localidad de Reforma 3.ª Sección (El Guano) se sitúa en las coordenadas geográficas 18°18′16″N 93°04′05″O / 18.304444, -93.068056, a una elevación de 1 metro sobre el nivel del mar.

## Demografía
Según el Conteo de Población y Vivienda 2020, efectuado por el Instituto Nacional de Estadística y Geografía, la localidad de Reforma 3.ª Sección (El Guano) tiene 513 habitantes, de los cuales 245 son del sexo masculino y 268 del sexo femenino. Su tasa de fecundidad es de 2.71 hijos por mujer y tiene 151 viviendas particulares habitadas.
| Gráfica de evolución demográfica de Reforma 3.ª Sección (El Guano) entre 1970 y 2020 |
|                                                                                      |
| INEGI.                                                                               |